# Гардан
Гардан (фр. Gardanne) — коммуна на юго-востоке Франции в регионе Прованс — Альпы — Лазурный Берег, департамент Буш-дю-Рон, округ Экс-ан-Прованс, кантон Гардан.
Площадь коммуны — 27,02 км², население — 21 062 человека (2006) с тенденцией к стабилизации: 20 616 человек (2012), плотность населения — 763,0 чел/км².

## Население
Население коммуны в 2011 году составляло 20 473 человека, а в 2012 году — 20 616 человек.
| 1962  | 1968  | 1975  | 1982  | 1990  | 1999  | 2006  | 2011  | 2012  |
| ----- | ----- | ----- | ----- | ----- | ----- | ----- | ----- | ----- |
| 11261 | 12601 | 14120 | 15122 | 17864 | 19323 | 21062 | 20473 | 20616 |

Динамика населения:

## Экономика
В 2010 году из 13 341 человек трудоспособного возраста (от 15 до 64 лет) 9378 были экономически активными, 3963 — неактивными (показатель активности 70,3 %, в 1999 году — 66,0 %). Из 9378 активных трудоспособных жителей работали 8325 человек (4140 мужчин и 4185 женщин), 1053 числились безработными (529 мужчин и 524 женщины). Среди 3963 трудоспособных неактивных граждан 1393 были учениками либо студентами, 1317 — пенсионерами, а ещё 1253 — были неактивны в силу других причин.
На протяжении 2010 года в коммуне числилось 8248 облагаемых налогом домохозяйств, в которых проживало 19 811,0 человек. При этом медиана доходов составила 18 тысяч 453 евро на одного налогоплательщика.